# Провінції Ірландії

Прапор чотирьох провінцій.

Провінції — історичні територіально-адміністративні одиниці в Ірландії. З'явилися в епоху гельського правління, яке замінило існуючу до того систему розподілу на так звані туата.
Спочатку Ірландія поділялася на п'ять провінцій — Ленстер, Манстер, Коннахт, Ольстер і Міт. Потім провінція Міт, найменша з п'яти, була включена до складу Ленстера як графство. У період ірландського «золотого століття» провінції були слабо зв'язаними королівствами-федераціями з не дуже чіткими певними кордонами. У сучасній Ірландії чотири провінції не мають офіційного юридичного статусу, тобто є історичними та культурними угрупуваннями з відповідних графств. При цьому Ленстер, Манстер і Коннахт цілком знаходяться у складі Республіки Ірландії, а в Ольстері шість графств належать до Північної Ірландії.

## Провінції
| Регіон                                               | Графства | Розташування | Прапор |
| ---------------------------------------------------- | --- | ------------ | ------ |
| Ленстер Cúige Laighean «П'ята частина (роду) Laigin» | Вексфорд · Віклоу · Дублін (Дан Лері - Ратдаун · Південний Дублін · Фінгал) · Західний Міт · Карлоу · Кілдер · Кілкені · Лаут · Леїш · Лонгфорд · Міт · Оффалі |              |        |
| Манстер Cúige Mumhan Богиня кельтів Мума             | Вотерфорд · Керрі · Клер · Корк · Лімерік · Тіпперері |              |        |
| Коннахт Cúige Chonnacht Країна нащадків Конна        | Голвей · Літрім · Мейо · Роскоммон · Слайго |              |        |
| Ольстер Cúige Uladh                                  | Донегол · Каван · Монахан · Антрім · Арма · Даун · Лондондеррі · Тайрон · Фермана                                                                              |              |        |

У Республіці Ірландії провінції не відіграють роль в управлінні державою, але в спорті грають велику роль. Ліга Ольстеру з регбі охоплює ірландську та британську частини провінції.